# Bắc Thái
Bắc Thái là một tỉnh cũ ở trung du và miền núi phía Bắc, Việt Nam. Địa giới hành chính tỉnh Bắc Thái tương ứng với tỉnh Thái Nguyên ngày nay.

## Địa lý
Tỉnh Bắc Thái có vị trí địa lý (năm 1991–1996):
- Phía đông giáp tỉnh Lạng Sơn
- Phía tây giáp tỉnh Tuyên Quang
- Phía nam giáp thành phố Hà Nội và các tỉnh Hà Bắc, Vĩnh Phú
- Phía bắc giáp tỉnh Cao Bằng.

Tỉnh Bắc Thái có diện tích 8.336,64 km², dân số năm 1995 là 1.287.346 người, mật độ dân số đạt 154 người/km².

## Hành chính
Tỉnh Bắc Thái có thành phố Thái Nguyên (tỉnh lỵ), 2 thị xã: Bắc Kạn, Sông Công và 10 huyện: Bạch Thông, Chợ Đồn, Đại Từ, Định Hóa, Đồng Hỷ, Na Rì, Phổ Yên, Phú Bình, Phú Lương, Võ Nhai.

## Lịch sử
Từ xa xưa, tỉnh Bắc Kạn và tỉnh Thái Nguyên vốn cùng thuộc một đơn vị hành chính thống nhất. Thời Hậu Lê gọi là thừa tuyên Thái Nguyên hay thừa tuyên Ninh Sóc, thời Lê – Trịnh gọi là trấn Thái Nguyên, thời Nguyễn gọi là tỉnh Thái Nguyên.
Năm 1900, thực dân Pháp tách toàn bộ phủ Thông Hoá ra khỏi tỉnh Thái Nguyên, lập ra tỉnh Bắc Kạn.
Ngày 21 tháng 4 năm 1965, Ủy ban Thường vụ Quốc hội ban hành Quyết định số 103-NQ-TVQH về việc thành lập tỉnh Bắc Thái trên cơ sở tỉnh Bắc Kạn và tỉnh Thái Nguyên.
Tỉnh Bắc Thái có thành phố Thái Nguyên, thị xã Bắc Kạn và 12 huyện: Bạch Thông, Chợ Đồn, Chợ Rã, Đại Từ, Định Hóa, Đồng Hỷ, Na Rì, Ngân Sơn, Phổ Yên, Phú Bình, Phú Lương, Võ Nhai.
Ngày 14 tháng 4 năm 1967, Hội đồng Chính phủ ban hành Quyết định số 50-CP về chuyển thị xã Bắc Kạn thành thị trấn Bắc Kạn trực thuộc huyện Bạch Thông.
Ngày 29 tháng 12 năm 1978, Quốc hội ban hành Nghị quyết về việc chuyển 2 huyện Ngân Sơn, Chợ Rã về tỉnh Cao Bằng quản lý vừa được tái lập.
Ngày 11 tháng 4 năm 1985, Hội đồng Bộ trưởng ban hành Quyết định số 113-HĐBT về việc thành lập thị xã Sông Công trên cơ sở tách thị trấn Mỏ Chè và 3 xã: Cải Đan, Tân Quang, Bá Xuyên thuộc huyện Phổ Yên.
Ngày 16 tháng 7 năm 1990, Hội đồng Bộ trưởng ban hành Quyết định số 262-HĐBT về việc tái lập thị xã Bắc Kạn từ huyện Bạch Thông.
Đến thời điểm năm 1995, tỉnh Bắc Thái có diện tích 8.336,64 km², dân số là 1.287.346 người, bao gồm: thành phố Thái Nguyên (tỉnh lỵ), 2 thị xã: Bắc Kạn, Sông Công và 10 huyện: Bạch Thông, Chợ Đồn, Đại Từ, Định Hóa, Đồng Hỷ, Na Rì, Phổ Yên, Phú Bình, Phú Lương, Võ Nhai.
Ngày 6 tháng 11 năm 1996, Quốc hội ban hành Nghị quyết về việc chia tỉnh Bắc Thái để tái lập tỉnh Bắc Kạn và tỉnh Thái Nguyên.
- Tỉnh Bắc Kạn có thị xã Bắc Kạn và 5 huyện: Ba Bể, Bạch Thông, Chợ Đồn, Na Rì, Ngân Sơn.
- Tỉnh Thái Nguyên có thành phố Thái Nguyên, thị xã Sông Công và 7 huyện: Đại Từ, Định Hóa, Đồng Hỷ, Phổ Yên, Phú Bình, Phú Lương, Võ Nhai.